# Blue box

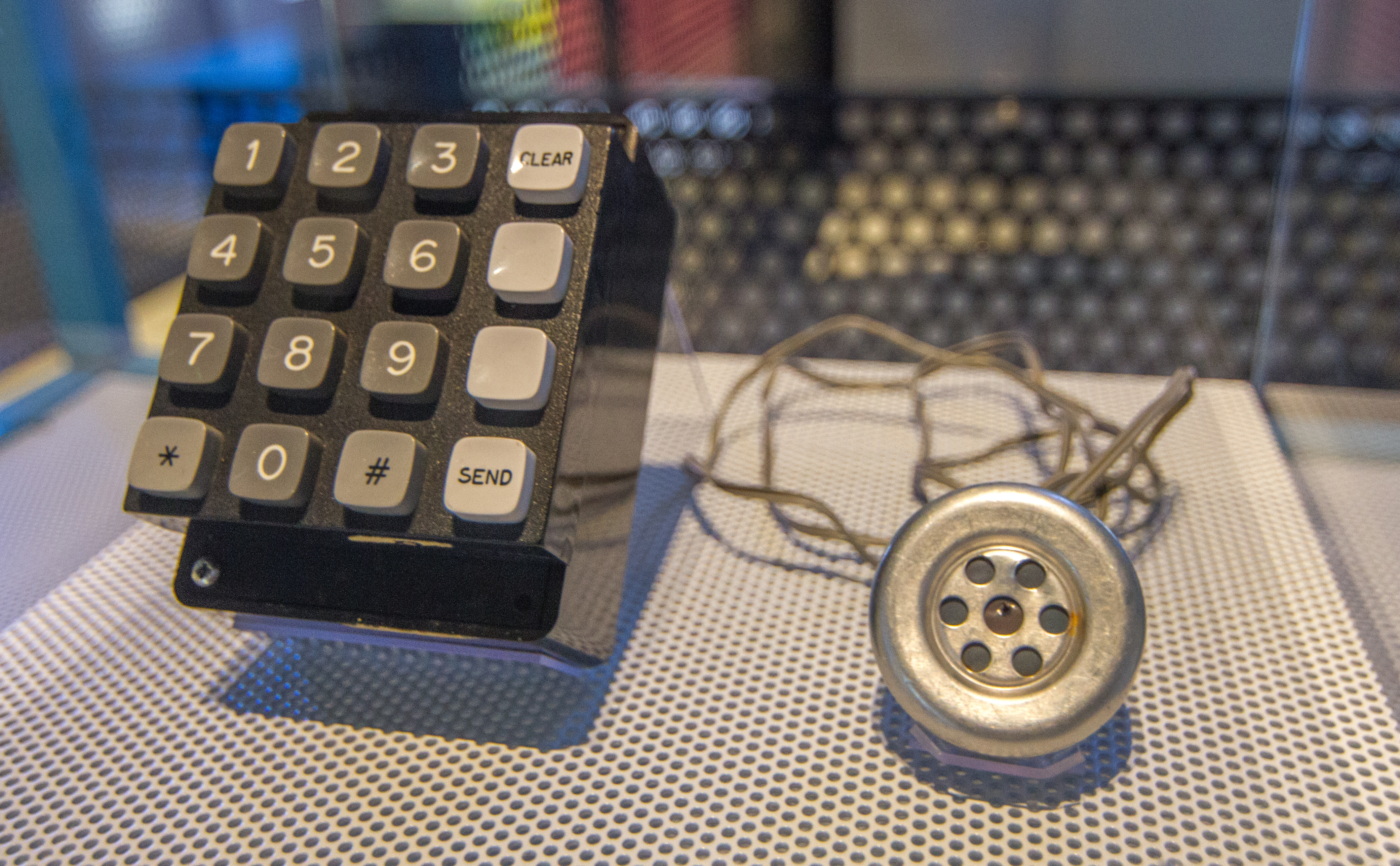
Blue Box på Powerhouse Museum

Blue box är en enhet som gjorde det möjligt att använda delar av det amerikanska telefonnätet utan att behöva betala. Namnet kommer sig av att den första enheten som beslagtogs av Bell Systems hade ett hölje av blå plast[källa behövs]. Enheten fungerade genom att skicka MF-signaler (skall inte förväxlas med DTMF) och på så vis lura telefonsystemet till att koppla om samtalet och ge användaren möjlighet att ringa gratis.